# Jerry Lucena
Jerry Lucena (Esbjerg, 11 agosto 1980) è un ex calciatore danese naturalizzato filippino, di ruolo centrocampista.

## Caratteristiche tecniche
Mediano, può giocare sulla fascia destra sia come terzino sia come esterno di centrocampo.

## Palmarès

### Club

#### Competizioni nazionali
- Coppa di Danimarca: 1

Esbjerg: 2012-2013
- 1. Division: 1

Esbjerg: 2000-2001
- 2. Division: 1

Esbjerg: 2005-2006